# فرانسوا بوراسا
فرانسوا بوراسا هو عازف جاز وعازف بيانو كندي، ولد في 26 سبتمبر 1959 في مونتريال في كندا.

## وصلات خارجية
- فرانسوا بوراسا على موقع ميوزك برينز (الإنجليزية)
- فرانسوا بوراسا على موقع أول ميوزيك (الإنجليزية)
- فرانسوا بوراسا على موقع ديسكوغز (الإنجليزية)